# The Loveless
The Loveless è un film statunitense del 1981 scritto e diretto da Kathryn Bigelow e Monty Montgomery, entrambi al loro esordio alla regia.

## Trama
Stati Uniti d'America, anni cinquanta. Una gang di motociclisti si riunisce in una cittadina di provincia: la loro destinazione è la gara motociclistica di Daytona, dove Vance conosce Debbie, una ragazza adolescente in fuga da un padre violento.